# Hans Poser
Hans Poser (ur. 13 marca 1907 w Hanowerze, zm. 4 listopada 1998 w Getyndze) – niemiecki geograf.
Studiował geografię w Getyndze. W wieku 41 lat został mianowany profesorem Politechniki w Brunszwiku, gdzie przedtem nauczał w czasie II wojny światowej. W 1986 Uniwersytet w Brunszwiku nadał mu tytuł doktora honoris causa. Od 1960 członek Akademii Nauk w Getyndze.
W późnych latach 1930. prowadził intensywne badania nad geografią turyzmu w Karkonoszach, które zaowocowały prekursorską pracą  Geographische Studien über den Fremdenverkehr im Riesengebirge (1939). Jego pionierska metoda łącząca aspekty geograficzne, ekonomiczne i kulturowe w analizie rozwoju turystyki w tym regionie dopiero wiele lat później doczekała się naśladowców.
W latach powojennych Poser był członkiem wielu międzynarodowych organizacji naukowych, gdzie nawiązał kontakt m.in. z polskimi badaczami, jak np. wrocławski geograf Alfred Jahn. W roku 1994 został zaproszony do uczestnictwa w międzynarodowym sympozjum dot. badań Josepha Partscha. Była to ostatnia konferencja, w której Poser uczestniczył.